# Sierra de Jurés
La Sierra de Jurés o Sierra de Gerez (en portugués, Serra do Gerês; en gallego, Serra do Xurés) es una sierra con la segunda mayor elevación del Portugal Continental. Tiene su cumbre en 1548 m s. n. m. de altitud (Pico Nevosa, en la frontera con Galicia), según el Instituto Geográfico del Ejército. Forma parte del sistema montañoso de Peneda-Gerez. El macizo de la sierra de Gerez está incluido dentro del parque nacional de Peneda-Gerez. En esta sierra se encuentra el Alto do Borrageiro, con 1.430 metros de altitud.

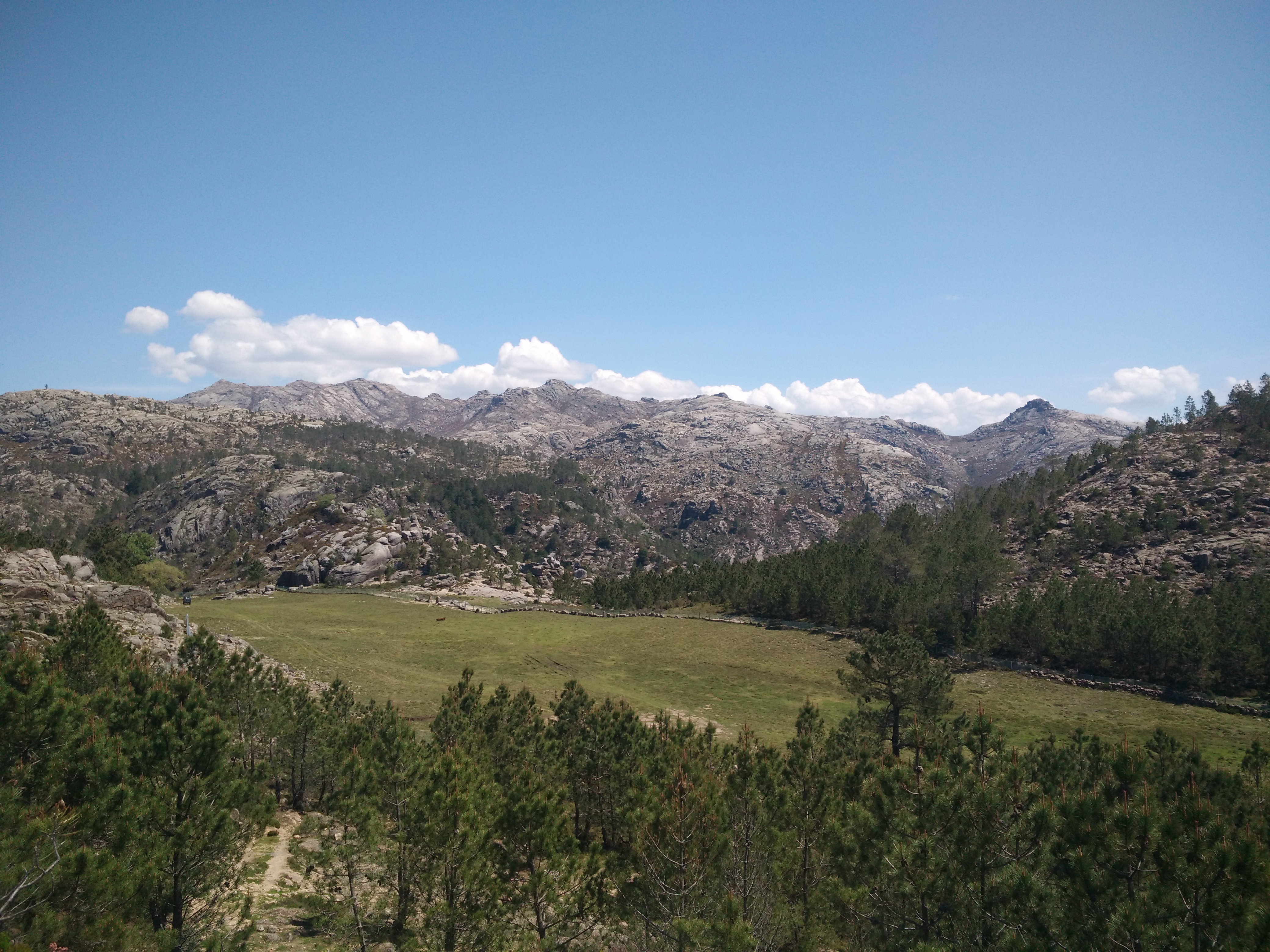
Vista de la sierra de Gerez.

## Topónimo
Gerez es el topónimo en castellano documentado desde hace siglos procedente del término equivalente en portugués Gerês; mientras que la forma castellanizada Jurés a través del gallego Xurés es de aparición más reciente, y se aplica a la parte de la sierra situada bajo soberanía española en territorio gallego. Se trata de un topónimo que aparece como Aquis Ogerensis en manuscritos latinos como el Itinerario de Antonino (siglo III) y otras distorsiones posteriores de éste, como Aquis Ocerensis en un texto del siglo VI del geógrafo Ravera (o Anónimo de Rávena) o como Aquis Originis u Oreginis. Este topónimo de Aquis Ogerensis proviene de un hidrónimo prelatino Ogerense, o Ugerense, y dio lugar a los términos medievales Ogeres o Ugeres.